# Nenad Stojković
Nenad Stojković (Prizren, 1956. május 26. –) jugoszláv válogatott szerb labdarúgó, hátvéd, edző.

## Pályafutása

### Klubcsapatban
1974 és 1984 között a Partizan labdarúgó volt, ahol három jugoszláv bajnoki címet szerzett a csapattal. 1984 és 1992 között Franciaországban játszott. 1984 és 1986 között az AS Monaco, 1986 és 1988 között a Montpellier, 1988 és 1990 között a Mulhouse, 1990–91-ben az AS Nancy, 1991–92-ben az Amiens játékosa volt.

### A válogatottban
1977 és 1984 között 32 alkalommal szerepelt a jugoszláv válogatottban és egy gólt szerzett. Részt vett az 1982-es spanyolországi világbajnokságon és az 1984-es franciaországi Európa-bajnokságon.

### Edzőként
2003-ban a francia AS Cannes vezetőedzője volt.

## Sikerei, díjai
Partizan
- Jugoszláv bajnokság
  - bajnok (3): 1975–76, 1977–78, 1982–83

 AS Monaco
- Francia kupa
  - győztes: 1985